# جوزيف د. وارد
جوزيف د. وارد (بالإنجليزية: Joseph D. Ward)‏ هو سياسي أمريكي، ولد في 26 مارس 1914 في فيتشبورغ في الولايات المتحدة، وتوفي في 10 مايو 2003 في أوشين ريدج في الولايات المتحدة. حزبياً، نشط في الحزب الديمقراطي. وقد انتخب عضو مجلس نواب ماساتشوستس.